# Música + Alma + Sexo World Tour
A turnê Música + Alma + Sexo World Tour (também conhecida como MAS Tour) foi a oitava turnê do cantor Ricky Martin. A turnê tem como base o álbum Música + Alma + Sexo (2011).

## Detalhes
Depois de alguns anos de férias de sua carreira musical, Ricky Martin lançou no inicio de 2011 o álbum Música + Alma + Sexo. Para sua promoção, a turnê mundial teve um papel muito importante. Martin que há cerca de um ano havia declarado-se homossexual criou um show com diversos elementos pessoais. No dia 27 de janeiro de 2011, foram anunciadas as primeiras datas dos shows, em seu país de origem, Porto Rico e na América do Norte. Em entrevista coletiva, antes do primeiro show, o cantor afirmou que poderia-se esperar um show muito sensual, porém sem abrir mão da classe. Mais tarde, pode-se perceber que a afirmação era verdadeira.  Martin chegou inclusive a simular uma orgia com seus dançarinos. Para compor o setlist, o cantor pediu ajuda aos seus fãs, via Twitter, e afirmou que cantaria sucessos dos anos oitenta, incluindo canções do grupo que o levou ao estrelado, o Menudos, além disso, ele afirmou que durante o show, videos dele em situações como acorrentado ou completamente nu seriam exibidos. Todos os figurinos que Martin utiliza durante o show foram produzidos pelo estilista Giorgio Armani.  Em maio de 2011, Ricky confirmou que voltaria a se apresentar na América Latina. Por seu Twitter, o cantor afirmou que se apresentaria em junho na Argentina e em setembro no resto do continente. Em diversos momentos do show, Martin fez alusão à sua sexualidade, como no inicio, quando um vídeo exibia o cantor se soltando de correntes que o prendiam. Durante a segunda parte, um video descrevia a vida do cantor até o momento em que decidiu aceitar sua orientação sexual. Durante o terceiro ato do show, mais alusões, dessa vez videos do próprio Ricky eram exibidos nos telões, mostrando a transição de sua infância até a aceitação de sua homossexualidade. Ao seu término, a turnê havia arrecadado mais de 13 milhões de dólares.

## Setlist
1. "Será Será/Too Late Now"
2. "Dime Que Me Quieres"
3. "It's Alright"
4. "Que Día Es Hoy"
5. "Vuelve"
6. "Livin' la Vida Loca"
7. "She Bangs"
8. "Shake Your Bon-Bon"
9. "Loaded"
10. "Basta Ya" (só em alguns shows na América do Norte) / "Private Emotion" (na Europa)
11. "María"
12. "Tu Recuerdo"
13. "El Amor de Mi Vida/Fuego Contra Fuego/Te Extraño, Te Olvido, Te Amo" (algumas datas)
14. "Frío"
15. "I Am/I Don't Care"
16. "Más"
17. "Lola, Lola"
18. "La Bomba"
19. "Pégate"
20. "The Cup of Life" / "La Copa de la Vida"
21. "The Best Thing About Me Is You" / "Lo Mejor de Mi Vida Eres Tú"

## Datas
| Data                   | Cidade           | País                 | Local                                                 |
| ---------------------- | ---------------- | -------------------- | ----------------------------------------------------- |
| América do Norte       |                  |                      |                                                       |
| 25 de Março de 2011    | San Juan         | Porto Rico           | Coliseo de Puerto Rico José Miguel Agrelot            |
| 26 de Março de 2011    | San Juan         | Porto Rico           | Coliseo de Puerto Rico José Miguel Agrelot            |
| 27 de Março de 2011    | San Juan         | Porto Rico           | Coliseo de Puerto Rico José Miguel Agrelot            |
| 28 de Março de 2011    | San Juan         | Porto Rico           | Coliseo de Puerto Rico José Miguel Agrelot            |
| 8 de Abril de 2011     | Orlando          | Estados Unidos       | Amway Center                                          |
| 9 de Abril de 2011     | Miami            | Estados Unidos       | American Airlines Arena                               |
| 12 de Abril de 2011    | Montreal         | Canadá               | Bell Centre                                           |
| 13 de Abril de 2011    | Rama             | Canadá               | Casino Rama                                           |
| 15 de Abril de 2011    | Atlantic City    | Estados Unidos       | Borgata Events Center                                 |
| 16 de Abril de 2011    | Newark           | Estados Unidos       | Prudential Center                                     |
| 17 de Abril de 2011    | Uncasville       | Estados Unidos       | Mohegan Sun                                           |
| 19 de Abril de 2011    | Rosemont         | Estados Unidos       | Allstate Arena                                        |
| 22 de Abril de 2011    | Grand Prairie    | Estados Unidos       | Verizon Theater at Grand Prairie                      |
| 23 de Abril de 2011    | Houston          | Estados Unidos       | Toyota Center                                         |
| 25 de Abril de 2011    | Hidalgo          | Estados Unidos       | State Farm Arena                                      |
| 26 de Abril de 2011    | Laredo           | Estados Unidos       | Laredo Energy Arena                                   |
| 28 de Abril de 2011    | El Paso          | Estados Unidos       | El Paso County Coliseum                               |
| 29 de Abril de 2011    | Albuquerque      | Estados Unidos       | Sandia Casino                                         |
| 30 de Abril de 2011    | Las Vegas        | Estados Unidos       | The Colosseum at Caesars Palace                       |
| 4 de Maio de 2011      | San Jose         | Estados Unidos       | HP Pavilion                                           |
| 6 de Maio de 2011      | Los Angeles      | Estados Unidos       | Nokia Theater                                         |
| 7 de Maio de 2011      | Los Angeles      | Estados Unidos       | Nokia Theater                                         |
| 8 de Maio de 2011      | San Diego        | Estados Unidos       | Valley View Casino Center                             |
| 14 de Maio de 2011     | Cidade do México | México               | Palacio de los Deportes                               |
| 15 de Maio de 2011     | Cidade do México | México               | Palacio de los Deportes                               |
| 18 de Maio de 2011     | Guadalajara      | México               | Arena VFG                                             |
| 19 de Maio de 2011     | León             | México               | Poliforum de las Artes                                |
| 21 de Maio de 2011     | Monterrey        | México               | Monterrey Arena                                       |
| 22 de Maio de 2011     | Monterrey        | México               | Monterrey Arena                                       |
| 23 de Maio de 2011     | Monterrey        | México               | Monterrey Arena                                       |
| Europa                 |                  |                      |                                                       |
| 18 de Junho de 2011    | Istambul         | Turquia              | Turkcell Kuruçeşme Arena                              |
| 20 de Junho de 2011    | Bursa            | Turquia              | Merinos Training Camp                                 |
| 23 de Junho de 2011    | Lisboa           | Portugal             | Pavilhão Atlântico                                    |
| 24 de Junho de 2011    | Málaga           | Espanha              | Auditorio Municipal                                   |
| 25 de Junho de 2011    | Murcia           | Espanha              | Plaza de Toros                                        |
| 28 de Junho de 2011    | Madri            | Espanha              | Palacio de Deportes                                   |
| 29 de Junho de 2011    | Barcelona        | Espanha              | Palau Sant Jordi                                      |
| 2 de Julho de 2011     | Roma             | Itália               | Auditorium Cavea                                      |
| 4 de Julho de 2011     | Verona           | Itália               | Arena                                                 |
| 6 de Julho de 2011     | Montreux         | Suíça                | Stravinski Hall                                       |
| 8 de Julho de 2011     | Bruxelas         | Bélgica              | Forest National                                       |
| 9 de Julho de 2011     | Mannheim         | Alemanha             | Arena of Pop Festival                                 |
| 10 de Julho de 2011    | Amsterdam        | Países Baixos        | Heineken Music Hall                                   |
| 12 de Julho de 2011    | Londres          | Inglaterra           | Hammersmith Apollo                                    |
| 15 de Julho de 2011    | Pori             | Finlândia            | Pori Jazz                                             |
| América do Sul         |                  |                      |                                                       |
| 26 de Agosto de 2011   | São Paulo        | Brasil               | Credicard Hall                                        |
| 27 de Agosto de 2011   | Rio de Janeiro   | Brasil               | Citibank Hall                                         |
| 30 de Agosto de 2011   | Porto Alegre     | Brasil               | Gigantinho                                            |
| 2 de Setembro de 2011  | Punta del Este   | Uruguai              | Conrad Hotel                                          |
| 3 de Setembro de 2011  | Montevideo       | Uruguai              | Estadio Centenario                                    |
| 5 de Setembro de 2011  | Córdoba          | Argentina            | Orfeo Superdomo                                       |
| 6 de Setembro de 2011  | Córdoba          | Argentina            | Orfeo Superdomo                                       |
| 9 de Setembro de 2011  | Asunción         | Paraguai             | Jockey Club                                           |
| 11 de Setembro de 2011 | Chaco            | Argentina            | Club Atlético Sarmiento                               |
| 13 de Setembro de 2011 | Rosário          | Argentina            | Hipódromo Independencia                               |
| 14 de Setembro de 2011 | Mar del Plata    | Argentina            | Polideportivo Islas Malvinas                          |
| 16 de Setembro de 2011 | Buenos Aires     | Argentina            | Estadio Monumental Antonio Vespucio Liberti           |
| 20 de Setembro de 2011 | Neuquén          | Argentina            | Estadio Ruca Che                                      |
| 22 de Setembro de 2011 | Mendoza          | Argentina            | Estadio Andes Talleres                                |
| 24 de Setembro de 2011 | Santiago         | Chile                | Movistar Arena                                        |
| 27 de Setembro de 2011 | Lima             | Peru                 | Estadio Monumental "U"                                |
| 29 de Setembro de 2011 | Guayaquil        | Equador              | Estadio Modelo Alberto Spencer Herrera                |
| 1 de Outubro de 2011   | Caracas          | Venezuela            | Estadio de Fútbol USB                                 |
| 4 de Outubro de 2011   | Valencia         | Venezuela            | Forum de Valencia                                     |
| 6 de Outubro de 2011   | Maracaibo        | Venezuela            | Palacio de Eventos de Venezuela                       |
| América Central        |                  |                      |                                                       |
| 10 de Outubro de 2011  | Cidade do Panamá | Panamá               | Figali Convention Center                              |
| 12 de Outubro de 2011  | San José         | Costa Rica           | Estadio Ricardo Saprissa Aymá                         |
| 14 de Outubro de 2011  | Managua          | Nicarágua            | Galerias Santo Domingo                                |
| 16 de Outubro de 2011  | Tegucigalpa      | Honduras             | Estadio Chochi Sosa                                   |
| 18 de Outubro de 2011  | San Salvador     | El Salvador          | Gimnasio Nacional                                     |
| 20 de Outubro de 2011  | Guatemala City   | Guatemala            | Forum Mundo E                                         |
| América do Norte       |                  |                      |                                                       |
| 23 de Outubro de 2011  | Mérida           | México               | Estadio De Béisbol Kukulkán                           |
| 25 de Outubro de 2011  | Villahermosa     | México               | Estadio Centenario 27 de Febrero                      |
| 26 de Outubro de 2011  | Veracruz         | México               | Estadio Universitario Beto Ávila                      |
| 28 de Outubro de 2011  | Puebla           | México               | Auditorio Siglo XXI                                   |
| 29 de Outubro de 2011  | Puebla           | México               | Auditorio Siglo XXI                                   |
| 30 de Outubro de 2011  | Guadalajara      | México               | Jogos Panamericanos de 2011 Cerimônia de Encerramento |
| 2 de Novembro de 2011  | Cidade do México | México               | National Auditorium                                   |
| 4 de Novembro de 2011  | Monterrey        | México               | Monterrey Arena                                       |
| 6 de Novembro de 2011  | Tampico          | México               | Expo Tampico                                          |
| 12 de Novembro de 2011 | San Juan         | Porto Rico           | Coliseo de Puerto Rico José Miguel Agrelot            |
| América Central        |                  |                      |                                                       |
| 19 de Novembro de 2011 | Santo Domingo    | República Dominicana | Estadio Olímpico Félix Sánchez                        |

### Box office score data
- Somente 20 dos 80 shows estão disponíveis.[8]

| Local                                  | Cidade           | Ingressos Vendidos / Disponíveis | Arrecadação |
| -------------------------------------- | ---------------- | -------------------------------- | ----------- |
| Coliseo de Puerto Rico                 | San Juan         | 53,953 / 54,081 (~100%)          | $3,908,348  |
| Amway Center                           | Orlando          | 4,930 / 5,447 (91%)              | $332,631    |
| Bell Centre                            | Montreal         | 3,186 / 3,704 (86%)              | $231,931    |
| Mohegan Sun                            | Uncasville       | 4,042 / 5,108 (79%)              | $215,840    |
| Verizon Theater at Grand Prairie       | Grand Prairie    | 4,447 / 4,506 (99%)              | $286,909    |
| The Colosseum at Caesars Palace        | Las Vegas        | 4,003 / 4,003 (100%)             | $439,863    |
| Nokia Theater                          | Los Angeles      | 13,505 / 13,792 (98%)            | $882,376    |
| Credicard Hall                         | São Paulo        | 6,573 / 7,054 (93%)              | $687,386    |
| Citibank Hall                          | Rio de Janeiro   | 3,430 / 8,433 (41%)              | $340,737    |
| Estadio Monumental "U"                 | Lima             | 6,326 / 21,000 (30%)             | $444,938    |
| Estadio Modelo Alberto Spencer Herrera | Guayaquil        | 9,334 / 23,000 (41%)             | $603,057    |
| Estadio de Fútbol USB                  | Caracas          | 4,164 / 8,809 (47%)              | $1,317,620  |
| Forum de Valencia                      | Valência         | 5,385 / 5,904 (91%)              | $1,294,980  |
| Palacio de Eventos de Venezuela        | Maracaibo        | 3,379 / 3,412 (99%)              | $999,130    |
| Figali Convention Center               | Cidade do Panama | 1,514 / 6,259 (24%)              | $170,005    |
| Estadio Ricardo Saprissa Aymá          | San José         | 4,903 / 19,274 (25%)             | $326,779    |
| National Auditorium                    | Cidade do México | 7,529 / 9,585 (79%)              | $538,346    |
| Coliseo de Puerto Rico                 | San Juan         | 12,379 / 12,778 (97%)            | $600,282    |
|                                        | TOTAL            | 152,982 / 216,149 (71%)          | $13,621,158 |